# 紀元前706年
紀元前706年（きげんぜん706ねん）は、西暦（ローマ暦）による年。紀元前1世紀の共和政ローマ末期以降の古代ローマにおいては、ローマ建国紀元48年として知られていた。紀年法として西暦（キリスト紀元）がヨーロッパで広く普及した中世時代初期以降、この年は紀元前706年と表記されるのが一般的となった。

## 他の紀年法
- 干支 : 乙亥
- 中国
  - 周 - 桓王14年
  - 魯 - 桓公6年
  - 斉 - 釐公25年
  - 晋 - 晋侯緡元年
  - 秦 - 寧公10年
  - 楚 - 武王35年
  - 宋 - 荘公5年
  - 衛 - 宣公13年
  - 陳 - 利公元年
  - 蔡 - 桓侯9年
  - 曹 - 桓公51年
  - 鄭 - 荘公38年
  - 燕 - 宣侯5年
- 朝鮮
  - 檀紀1628年
- ユダヤ暦 : 3055年 - 3056年

## できごと

### 中国
- 楚の武王が随に侵入し、蔿章を派遣して和議を要求させた。随侯が季梁の進言を容れて統治を整えたので、楚軍は侵攻をとりやめた。
- 魯の桓公と紀侯が成で会合した。
- 北戎が斉を攻撃すると、斉の釐公は鄭に援軍を求めた。鄭の太子忽が斉を救援し、戎軍を破った。
- 蔡の人が陳公他を殺害した。

## 死去
- 陳公他